# Maserati 150 GT
Pour les articles homonymes, voir Maserati.
La Maserati 150 GT est un concept car Grand tourisme (GT) spider-cabriolet du constructeur automobile italien Maserati, produite en 1957 à 1 exemplaire.

## Historique
L'étude de ce concept car du chef de projet Maserati Giulio Alfieri, est destiné à succéder aux Maserati A6G GT de 1947, pour concurrencer entre autres des Lancia Aurelia B24, Triumph TR3A, Austin-Healey 100-6, MG A, Aston Martin DB Mark III, Jaguar XK140, Porsche 550 Spyder, Mercedes-Benz 190 SL, BMW 507, Corvette C1, Ford Thunderbird, Woodill Wildfire, Renault Floride et Caravelle, ou Delahaye type 235 de l'époque...

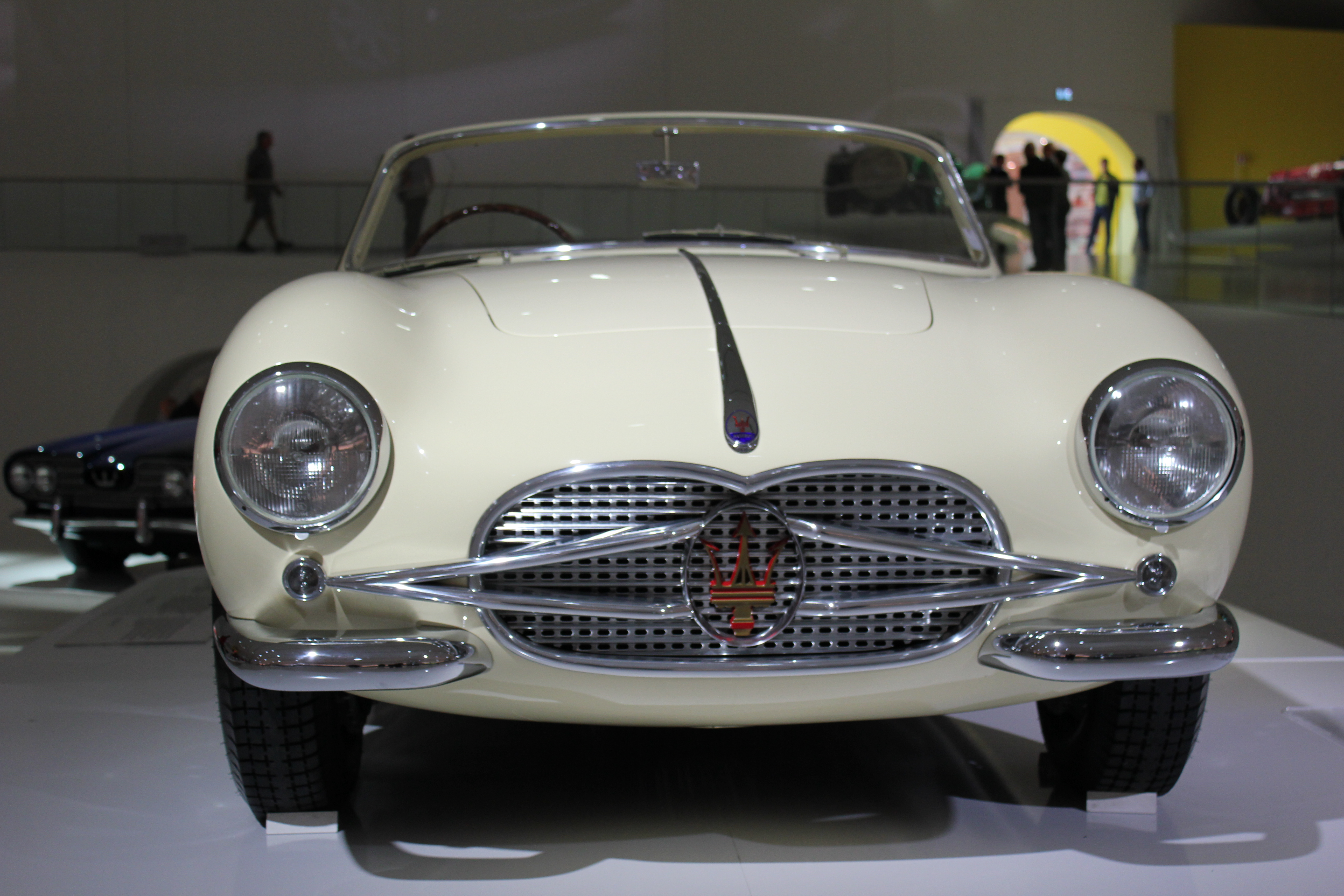
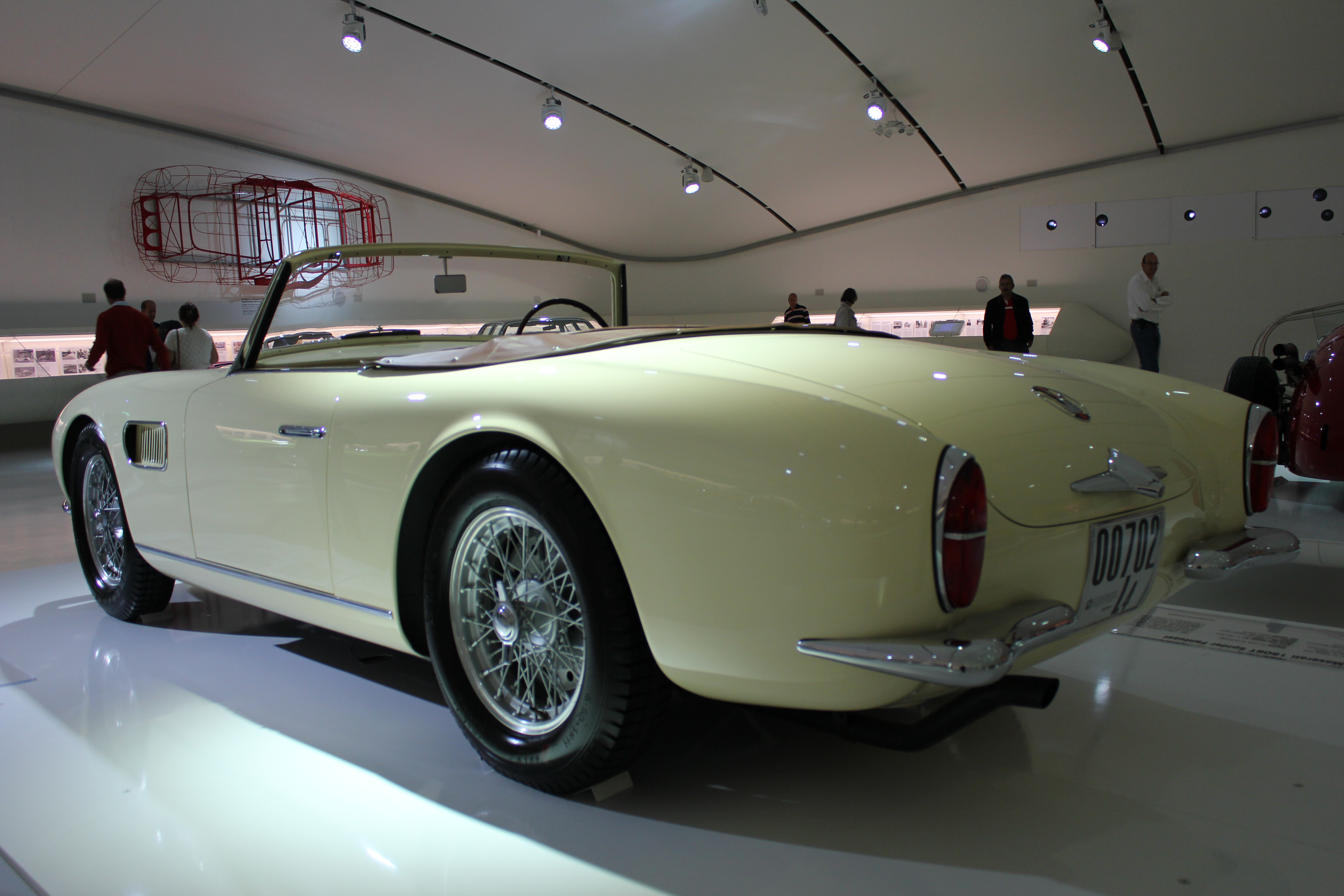

La carrosserie en aluminium est créée par le designer Pietro Frua, et réalisée par le carrossier Medardo Fantuzzi de Modène, sur un châssis-suspensions-boite de vitesse de Maserati A6GCS/53.  
Elle reprend le moteur (4CF2) de 4 cylindres en ligne DACT de 1,5 L à double carburateurs double corps Weber de 130 ch de Maserati 150S (en) de compétition, de 1955, du motoriste Alberto Massimino, pour 220 km/h de vitesse de pointe.
Cette voiture n'est finalement pas produite, pour laisser la place aux Maserati 3500 GT à moteur 6 cylindres de 3,5 L,.

## Collection
Après avoir appartenu à divers propriétaires successifs, ce concept car est entièrement restauré en 2006 avec un moteur Maserati 2 L de 190 ch, et revendu aux enchères en 2013, à un collectionneur privé, pour 3 millions $ chez Gooding & Company (en) de Santa Monica en Californie,. Elle est exposée un temps au musée Enzo-Ferrari de Modène pour l'exposition du centenaire de Maserati de 2014. 